# Lich (creatură)

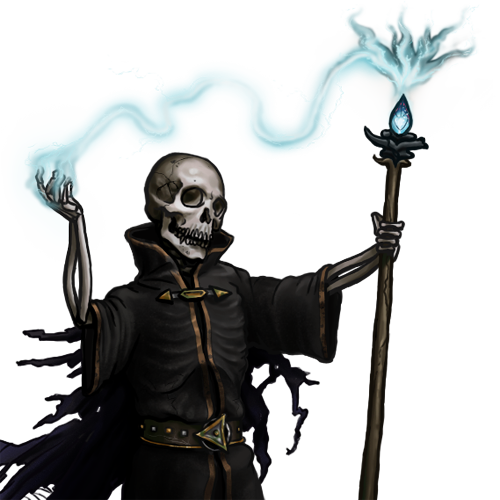
Un lich aşa cum apare în jocul video The Battle for Wesnoth

În ficțiunea fantastică modernă, un lich este un tip de creatură nemoartă. Cuvântul provine din Leiche, care în limba germană înseamnă "cadavru".

## În literatură
Apar în mai multe povestiri scrise de Clark Ashton Smith sau Robert E. Howard.

## În religie și mitologie
În mitologia slavă, caracteristicile vrăjitorului Koșcei sunt reinterpretate astăzi ca fiind ale unui lich.